# Murtas
Murtas – gmina w Hiszpanii, w prowincji Grenada, w Andaluzji, o powierzchni 71,7 km². W 2014 roku gmina liczyła 541 mieszkańców.